# سارا رز (شناگر)
سارا رز (به انگلیسی: Sarah Rose) (زادهٔ ۱۸ فوریه ۱۹۸۶) شناگر اهل استرالیا است.